# Список культовых сооружений Томска
Культовые сооружения Томска — список храмов всех религий (соборов, церквей, домов молитвы, синагог, мечетей, хурулов), а также монастырей, часовен, крещален, залов омовений и отпеваний, кладбищ и других.

## Православные храмы

### Томская епархия
| Фотография            | Название                                            | Стиль             | Дата           | Архитектор                 | Примечания |
| --------------------- | --------------------------------------------------- | ----------------- | -------------- | -------------------------- | --- |
|                       | Богоявленский собор                                 | Русское барокко   | 1777-1784      |                            | Кафедральный собор. Собор построен на месте бывшей деревянной церкви. В этой церкви 6 августа 1804 года было объявлено открытие Томской губернии губернатором В. С. Хвостовым.                                                         |
|                       | Воскресенская церковь                               | Сибирский барокко | 1789-1807      |                            | |
| Алтайская-47-DSC52973 | Петропавловский собор                               | Неовизантийский   | Начало XX века | Андрей Иванович Лангер     | В период 1950—1990 гг. Петропавловский собор и Свято-Троицкий храм были единственными действующими православными церквями Томска. |
|                       | Свято-Троицкий храм                                 | Русский стиль     | 1841-1844      | Карл Рейнгольдович Турский | Церковь была освящена епископом Томским и Енисейским Афанасием. В 1858 году к храму был пристроен северный придел во имя священномученика Харалампия Магнезийского, в 1887 году южный придел во имя великомученика Димитрия Солунского |
|                       | Храм Святого Благоверного Князя Александра Невскoгo |                   | 1850           |                            | Изначально церковь использовалась как тюремная, так и приходская. |
|                       | Знаменская церковь                                  | Сибирское барокко | 1789-1803      |                            | |
|                       | Храм Казанской иконы Пресвятой Богородицы           | Барокко           | 1776-1789      |                            | Храм находится при Богородице-Алексеевском монастыре. |
|                       | Трёхсвятительский храм                              |                   | 2010           |                            | Храм находится при Богородице-Алексеевском монастыре. |
|                       | Собор первоверховных апостолов Петра и Павла        |                   | 1907           |                            | С 1923 года по 1993 год в здании бывшей церкви размещался клуб спичфабрики «Сибирь». |
|                       | Храм преподобного Сергия Радонежского               |                   | 1993-1997      | Г. И. Тригорлов            | |
|                       | Приход храма святителя Феодосия Черниговского       |                   | 2006           |                            | Находится при церковной школе. На месте храма раньше находился Иоанно-Предтеченский женский монастырь, разрушенный в 1951 году. |

## Старообрядческие православные храмы

### Томско-Енисейская епархия
| Фотография | Название          | Стиль         | Дата      |
| ---------- | ----------------- | ------------- | --------- |
|            | Успенская церковь | Русский стиль | 1903-1909 |

## Католические храмы

### Преображенская епархия в Новосибирске
| Фотография | Название                                                 | Стиль              | Дата | Архитектор                 |
| ---------- | -------------------------------------------------------- | ------------------ | ---- | -------------------------- |
|            | Храм Покрова Пресвятой Богородицы Царицы Святого Розария | Русский классицизм | 1833 | Карл Рейнгольдович Турский |

## Лютеранские храмы

### Евангелическо-лютеранская церковь Урала, Сибири и Дальнего Востока
| Фотография | Название             | Дата |
| ---------- | -------------------- | ---- |
|            | Церковь Святой Марии | 2006 |

## Баптистские храмы
- Церковь евангельских христиан-баптистов

## Исламские храмы
| Фотография | Название              | Стиль                 | Дата      | Архитектор             |
| ---------- | --------------------- | --------------------- | --------- | ---------------------- |
|            | Белая соборная мечеть | Неомавританский стиль | 1913      | Андрей Иванович Лангер |
|            | Красная мечеть        |                       | 1901-1904 |                        |

## Иудейские храмы
| Фотография | Название                   | Дата |
| ---------- | -------------------------- | ---- |
|            | Томская хоральная синагога | 1902 |
|            | Солдатская синагога        | 1872 |